# Saint-Jure
Saint-Jure är en kommun i departementet Moselle i regionen Grand Est (tidigare regionen Lorraine) i nordöstra Frankrike. Kommunen ligger i kantonen Verny som tillhör arrondissementet Metz-Campagne. År 2022 hade Saint-Jure 281 invånare.

## Befolkningsutveckling
Antalet invånare i kommunen Saint-Jure
| Referens: INSEE |